# ストラスブール美術館

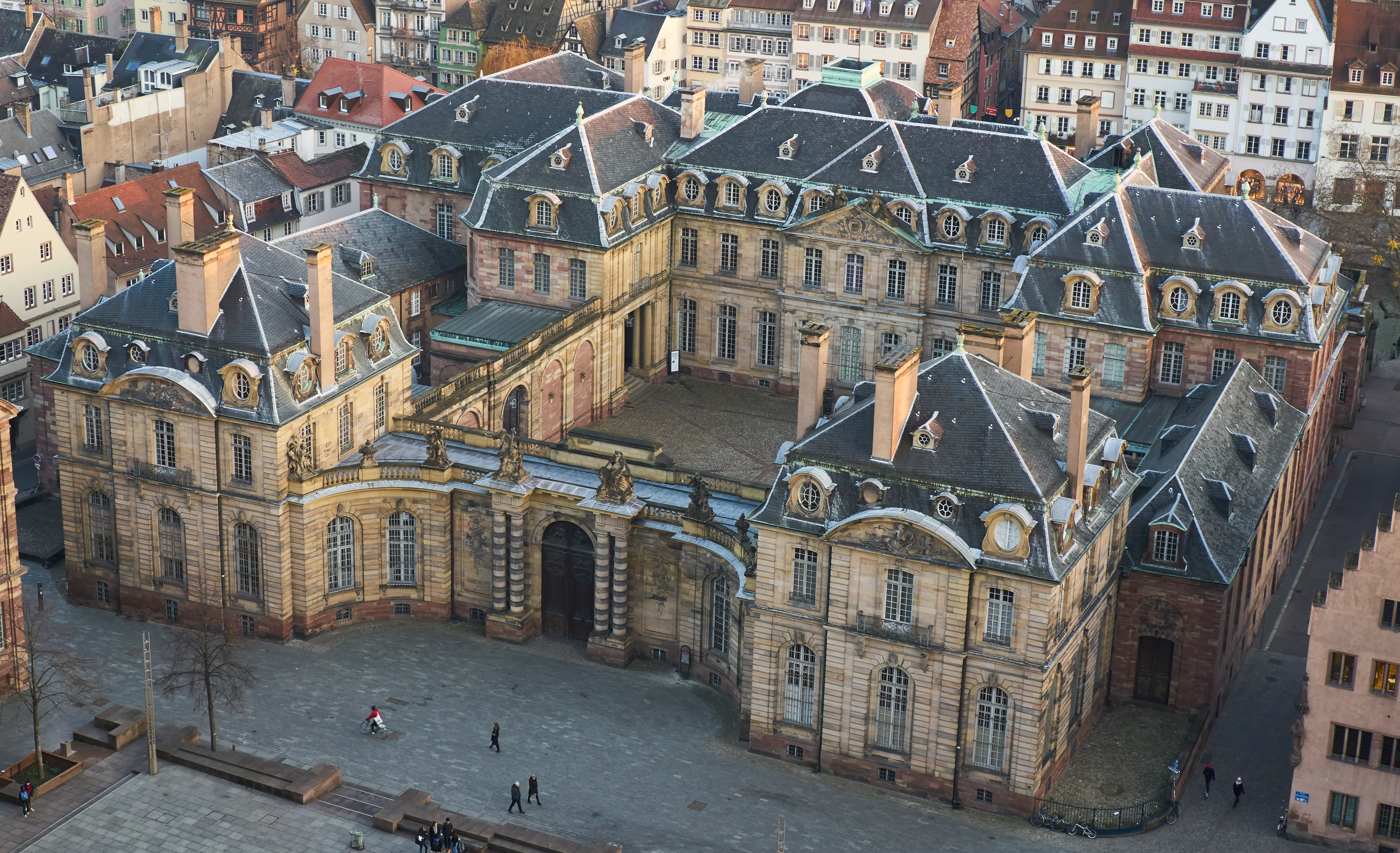
パレ・ロアンには3つの美術館がある。美術館は1階と2階にある.

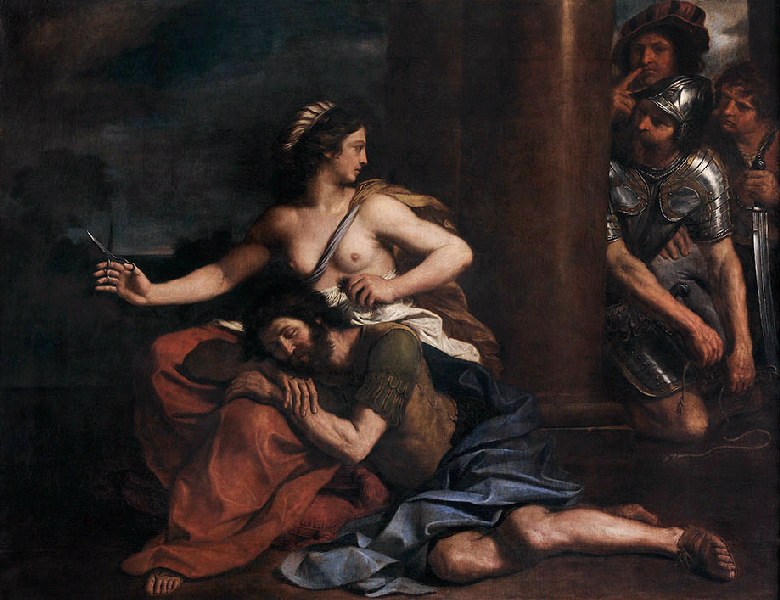
サムソンとデリラ (グエルチーノ)

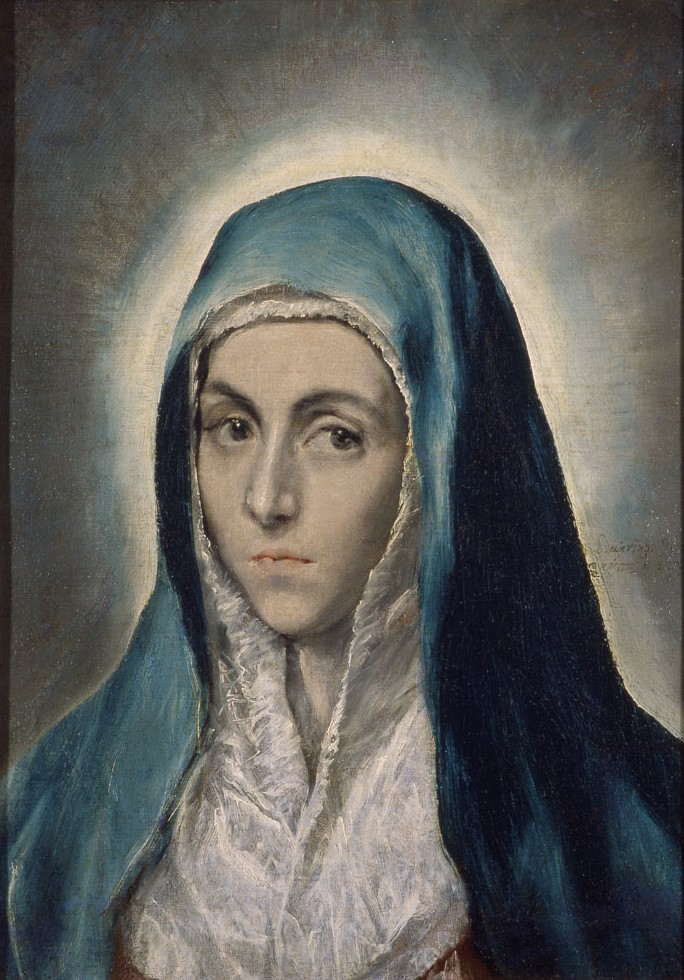
エル・グレコの「聖母マリア」

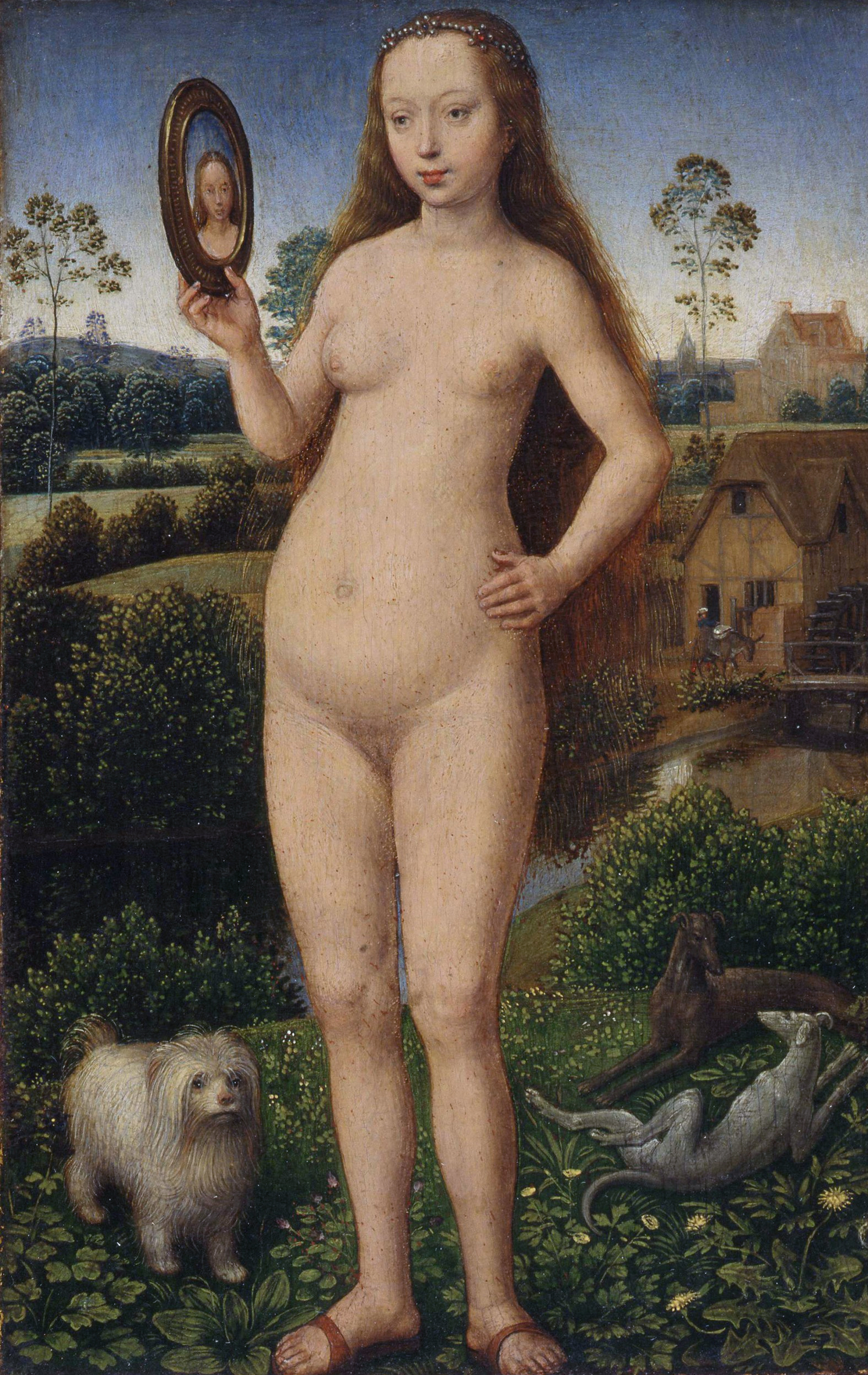
ハンス・メムリングのヴァニタスは、15世紀に描かれた裸婦画である。

ストラスブール美術館（ストラスブールびじゅつかん）は、フランス東部の都市ストラスブールのオールドマスターの絵画と彫刻の美術館である。
ストラスブールには1801年に設立された最初の美術館があったが、1870年8月24日にそのコレクションはすべて破壊された。これは普仏戦争のエピソードであり、ストラスブール包囲戦の激しい砲撃の結果であった。新しい美術館は1889年に設立され、1890年12月13日に開館した。館長は、ベルリンの帝国博物館の館長でもあったヴィルヘルム・フォン・ボーデだった。ボーデはヨーロッパ中のコレクターや美術商とのコネクションを生かし、ストラスブールのためにイタリア、オランダ、フランドルの画家たちの貴重なコレクションを集めた。彼はフランス人画家を軽視していたが、後に後継者たちが彼の残したギャップを埋めた.
ドイツからの中世とルネサンスの絵画と彫刻のコレクションは、1930年代に別の美術館に移された。近代絵画と彫刻のコレクション（1871年以降に制作されたものすべて）も別の美術館に移された。そのため、ストラスブール市には非常に大きな美術館がひとつではなく、中規模の美術館がいくつかある。
ストラスブール美術館は、1730年代のフランス建築とインテリアデザインの傑作として知られるロアン宮の中にある。第二次世界大戦中、宮殿は1944年8月11日の米英軍の爆撃で大きな被害を受けた。その後、1947年8月12日から13日にかけての夜、修復中だった宮殿で火災が発生した。どちらの場合も、多くの貴重な絵画が完全に破壊され、他の絵画も炎と煙でひどく損傷した。このような大惨事にもかかわらず、美術館は成長を止めず、ジョット、ハンス・メムリング、サンドロ・ボッティチェリ、ラファエル、コレッジョ、パオロ・ヴェロネーゼ、ピーター・パウロ・ルーベンス、アントン・ファン・ダイク、フランシスコ・デ・ゴヤなど、偉大な画家たちの傑作を今も所蔵している。
美術館の彫刻コレクションは、絵画コレクションに比べると小規模だが、バッチョ・バンディネリ、ジャン＝アントワーヌ・ウードン、フランソワ・ジラルドン、アントワーヌ＝ルイ・バリエ、ジャン＝バティスト・カルポーといった巨匠たちの一流の作品が揃っている。

## 書誌
- Museum of Fine Arts, 2023, ISBN 9782351252062
- Suivez le guide au Musée des beaux-arts de Strasbourg, 2015, ISBN 9782367010694
- Cinq Siècles de peinture. Le musée des Beaux-Arts de Strasbourg, 2006, ISBN 9782901833789